# Tramway de Heilbronn
Le tramway de Heilbronn est une partie du réseau de transport public de Heilbronn, en Allemagne. La ligne fait partie du Karlsruhe Stadtbahn (tram-train) : elle se poursuit à l'Est vers Öhringen et à l'Ouest vers Karlsruhe.